# Olympische Sommerspiele 2008/Teilnehmer (Bahrain)
| Gelbes Symbol für Goldmedaillen mit stilisierten Olympischen Ringen | Graues Symbol für Silbermedaillen mit stilisierten Olympischen Ringen | Braundes Symbol für Bronzemedaillen mit stilisierten Olympischen Ringen |
| ------------------------------------------------------------------- | --------------------------------------------------------------------- | ----------------------------------------------------------------------- |
| —                                                                   | —                                                                     | —                                                                       |

Bahrain war mit der Teilnahme an den Olympischen Sommerspielen 2008 in Peking insgesamt zum 7. Mal bei Olympischen Spielen vertreten. Die erste Teilnahme war 1984. 12 Athleten traten in verschiedenen Sportarten an. Mit der Anzahl von 12 Athleten ist die Teilnahme 2008 die größte in der olympischen Geschichte Bahrains. Ruqaya al-Ghasara war die Flaggenträgerin bei der Olympischen Eröffnungsfeier.
Rashid Ramzi gewann den 1500-Meter-Lauf und holte damit die erste olympische Medaille für Bahrain. Am 29. April 2009 bestätigte jedoch das Nationale Olympische Komitee von Bahrain, dass Ramzi bei Nachkontrollen von Dopingproben, die während der Olympischen Spiele von Peking 2008 genommen worden sind, positiv auf das EPO-Mittel CERA getestet worden ist. Auch in der B-Probe wurde CERA gefunden. Am 18. November 2009 wurde Ramzi offiziell seine Goldmedaille aberkannt.

## Teilnehmer nach Sportarten

### Leichtathletik
- Ruqaya al-Ghasara
Frauen, 100 Meter Sprint, 200 Meter Sprint
- Maryam Yusuf Jamal
- Rashid Ramzi (Gold ) (disqualifiziert)
- Youssef Saad Kamel
- Belal Mansoor Ali
- Tareq Mubarak Taher
- Adam Ismaeel Khamis
- Khalid Kamal

### Schießen
- Salman Zaman
Männer, 50 Meter Gewehr

### Schwimmen
- Sameera Al-Bitar
- Omar Yousef Jassim